# Jorge Espejo
Jorge Espejo (Lima, 20 de agosto de 1976) es un exfutbolista y entrenador peruano.

## Trayectoria
Formado en la Academia Cantolao, en 1995 debuta profesionalmente con el Sport Boys en Huánuco en un partido contra León de Huánuco. Fue parte del plantel rosado que disputó la Copa Libertadores del 2001. Jugó además por Alianza Lima, Melgar entre otros clubes. En el 2009 firmó por el Total Chalaco donde se retiró.

## Clubes

### Como jugador
| Club                             | País | Año         |
| -------------------------------- | ---- | ----------- |
| Sport Boys                       | Perú | 1995        |
| Guardia Republicana              | Perú | 1996        |
| Sport Boys                       | Perú | 1997 - 1999 |
| Alianza Lima                     | Perú | 2000        |
| Sport Boys                       | Perú | 2001        |
| FBC Melgar                       | Perú | 2002        |
| Unión Huaral                     | Perú | 2003 - 2004 |
| Universidad San Martín de Porres | Perú | 2005        |
| Sport Boys                       | Perú | 2006        |
| Total Clean                      | Perú | 2007        |
| Sport Boys                       | Perú | 2008        |
| Total Chalaco                    | Perú | 2009        |

### Como entrenador
| Club                         | País | Año         |
| ---------------------------- | ---- | ----------- |
| Deportivo Coopsol            | Perú | 2010 - 2011 |
| Cobresol (reservas)          | Perú | 2012        |
| Sport Boys                   | Perú | 2012 - 2013 |
| Cienciano                    | Perú | 2015        |
| Real Garcilaso               | Perú | 2016        |
| Academia Cantolao (reservas) | Perú | 2017        |
| Comerciantes Unidos          | Perú | 2017        |
| Academia Cantolao (reservas) | Perú | 2018        |
| Unión Huaral                 | Perú | 2019        |
| Academia Cantolao            | Perú | 2020 - 2021 |

### Como asistente técnico
| Club             | País | Año         |
| ---------------- | ---- | ----------- |
| Sporting Cristal | Perú | 2013 - 2014 |